# 横田良男
横田 良男（よこた よしお、1924年3月13日 - 2005年3月 ）は、日本の経営者。山一證券社長、会長を務めた。岐阜県出身。

## 経歴・人物
1948年に東京大学法学部を卒業し、同年に山一證券に入社。1969年11月に常務に就任し、1973年1月に専務、1975年11月に副社長を経て、1980年12月に社長に就任。1988年9月に会長に就任し、1992年6月に取締役相談役に就任。
1986年11月に藍綬褒章を受章。